# Stránská skála
Stránská skála je vápencový skalní útvar ležící v nejsevernější části katastru brněnské městské části Brno-Slatina. Nachází se mezi Slatinou (zastávka Hviezdoslavova, linka MHD 31 nebo 33, nebo konečná tramvaje č. 10) a Líšní, na rozhraní černovické a tuřanské terasy. V minulosti byla součástí katastrálního území Židenice. Roku 1978 byla vyhlášena národní přírodní památkou, nové vyhlášení bylo provedeno vyhláškou č. 205/2013 Sb. ze dne 4. července 2013.

## Geologický vývoj
V geologickém vývoji Stránské skály se prolíná historie dvou velkých středoevropských geologických jednotek – Českého masivu a Západních Karpat. Starší jednotka, Český masiv, byla vyvrásněna kadomským vrásněním (přelom prekambria a prvohor); k této etapě patří žula, na kterou většinou nasedají devonské slepence, vápence a břidlice. Na Stránské skále vystupuje přes 50 m mocný sled vápenců starých cca 156 miliónů let. Důležitou horninotvornou funkci sehrály vedle mikroskopických schránek rozsivek, dírkovců a jehlic i články lilijic (Crinoidea).

## Zkameněliny
Vápenité jíly obsahují bohatou mikrofaunu – dírkovci, jehlice živočišných hub, skořepatci, ostny ježovek. Stránská skála je jedním z nejkrásnějších skalních výchozů ve městě. Jurský útvar, ke kterému náleží, byl pojmenován podle pohoří Jura ve Švýcarsku. Pro zájemce o živou a neživou přírodu skýtá Stránská skála četné příležitosti studovat a poznávat na velmi malém prostoru řadu geologických i biologických zajímavostí. Mnohé z nich jsou jedinečné. Paleontologické nálezy (zkameněliny) jsou hojné jak v jurských vápencích, tak ve čtvrtohorních sedimentech. Dlouholeté výzkumy odborníků i návštěvy obyčejných výletníků objevily mnoho fosilií, především mořských bezobratlých a vzácné objevy zubů žraloků a ryb.
Výčet fosilií: dírkovci, jehlice živočišných hub, skořepatci, ježovky, hlavonožci (amoniti, belemniti), členovci (vzácně krunýře mořských ráčků), obratlovci (ryby, ryboještěři, žraloci), koráli.
V Absolonově jeskyni bylo objeveno 645 kostí pleistocenních ptáků, které náleží k 19 rodům a nejméně 24 druhům.
Množství zkamenělin, které zde byly objeveny, je uloženo ve sbírkách geologicko-paleontologického oddělení Moravského zemského muzea. Mezi důležité nálezy z tohoto období patří kamenný kvádr s otisky zubů dýkozubce moravského, umístěný v Anthroposu v Brně-Pisárkách, který zde byl prve popsán, a proto je latinský název této pravěké šelmy Homotherium Moravicum. Vedle uměle hloubených štol se zde nacházejí tři pásma vápencových jeskyní, které posloužily domovem pravěkému člověku. Celkem bylo nalezeno asi 29 jeskyní.

## Sídlištěpravěkýchkultur
Výskyt rohovců, vhodných pro výrobu kamenných nástrojů, ovlivnil osídlení lokality již od starého paleolitu, kdy jsou zde doloženy první doklady těžby suroviny a výroby štípaných nástrojů. Surovina však zde byla těžena i v průběhu mladší doby kamenné – neolitu a pozdní doby kamenné – eneolitu.
Od středověku sloužily zdejší vápence jako stavební kámen, použitý například pro kašnu Parnas na Zelném trhu nebo Zderadův sloup v Křenové ulici. Severní a severozápadní svah Stránské skály je v důsledku toho zničen velkými kamenolomy.

## Dějiny výzkumů
Paleontologické výzkumy zahájil v 80. letech Ústav Anthropos Moravského zemského muzea. V letech 1960 až 1972 zde probíhal výzkum řízený Rudolfem Musilem, který byl zaměřen na objasnění stratigrafických a chronologických otázek. Překvapující objev kamenných nástrojů a zlomků přepálených zvířecích kostí byl velice závažný, a proto proběhl v letech 1996-1998 další výzkum pod vedením Karla Valocha. Nalezené artefakty a spálené kosti potvrdily staropaleolitické stáří této významné evropské lokality, kterou dnes klademe do období staršího více než 600 000 let.
Druhou významnou badatelskou aktivitou ústavu Anthropos byl výzkum polohy Stránská skála III, který v roce 1982 vedl opět Karel Valoch. Odkryl zde paleolitickou vrstvu, v níž objevil dílenské objekty na zpracování místního rohovce. Další odkryvy zde realizoval výzkum Archeologického ústavu ČSAV Brno pod vedením Jiřího Svobody, který byl pokračováním výzkumu eneolitické fáze osídlení Stránské skály, jež realizovalo v letech 1981–1982 Muzeum města Brna ve spolupráci s Archeologickým ústavem ČSAV Brno pod vedením Jany Čižmářové a Iva Rakovského. Artefakty z výzkumů K. Valocha a J. Svobody jsou dnes spojovány s kulturou bohunicienu, která je charakteristická produkcí čepelí a hrotů z levalloiských jader.

## Pravěká historie Stránské skály

### Starý paleolit
Na konci staršího pleistocénu (před 600 000 lety) měla Stránská skála již dnešní podobu, její severní a severozápadní svah, dnes narušený několika velkými kamenolomy, byl strmý a skalnatý a nacházely se v něm malé i větší jeskyňky. Okolí však vypadalo zcela jinak. Ve sníženině mezi Stránskou skálou a Bílou horou měla své koryto řeka, dnešní Svitava, přitékající z údolí od Obřan a rozlévající se pak jižním směrem k Tuřanům. Řeka vytvářela četná ramena a zanechávala za sebou opuštěná koryta.
Povrch Stránské skály a Bílé hory byl pokryt stepním porostem s roztroušenými keři, v okolí se pak rozprostíraly listnaté lesy parkového rázu. Klima bylo teplé, s průměrnou roční teplotou vyšší než dnes. Příznivé klimatické podmínky umožňovaly život rozmanité zvířeně a početnému ptactvu vodnímu i brodivému. Z velkých býložravců tu žili lesní sloni, stepní nosorožci, bizoni, velcí koně a jeleni, šelmy byly zastoupeny tygrem šavlozubým, lvem, hyenou, vlkem a řadou dalších menších psovitých a kunovitých šelem. Významným obyvatelem převážně jeskyní byl medvěd, tzv. Deningerův, předchůdce pozdějších jeskynních medvědů.
Do tohoto prostředí přišli na Stránskou skálu první lidé. Svým vzhledem byli ještě odlišní od dnešních moderních populací, patřili druhu člověka vzpřímeného (Homo erectus). Tito lidé se potulovali v tlupách podél řek, kde u napajedel snáze ulovili nějakou zvěř. Říční štěrky jim také skýtaly vhodné valouny křemene a křemence na výrobu nástrojů potřebných ke každodenním činnostem. Poblíž řek na vyvýšených místech si také zakládali svá tábořiště. Na Stránské skále našli velmi vhodné podmínky pro přežití: v jeskyňkách několik metrů nad řekou nalezli úkryt, zvěře i ptactva bylo v okolí nadbytek, z místních rohovců si mohli naštípat libovolné nástroje. Ač nebylo zjištěno žádné neporušené ohniště, množství spálených kousků kostí dokládá, že nepochybně používali oheň. Jak dlouho se tu zdrželi, nevíme, protože to byli potulní lovci a sběrači.
Stránská skála se řadí mezi nejstarší sídliště člověka typu Homo erectus v Evropě a přinesla také snad nejstarší doklad užívání ohně.

### Mladý paleolit
Další doklady přítomnosti člověka pocházejí až z období počátku mladého paleolitu, tj. mezi 40 000–30 000 lety. Někdy na konci prvního chladného období posledního glaciálu, kdy byla v okolí ještě rozšířená stepní vegetace, se po dlouhé době na Stránské skále objevili lidé, kteří byli nositeli kultury bohunicienu, pojmenované podle nálezů z brněnských Bohunic. Rohovce ze Stránské skály se staly základní surovinou pro výrobu nástrojů, které dnes nacházíme i na 50 km vzdálených lokalitách. Nositele bohunicienu neznáme. Je však docela možné, že jím byl ještě neandertálec.[zdroj?]
O něco později, v teplejším období posledního glaciálu, se na Stránské skále usadil lid jiné, časně mladopaleolitické kultury – aurignacienu. Nálezů z jiných lokalit dokládají, že jeho nositelem byl již člověk moderního typu – člověk kromaňonský (Homo sapiens sapiens). Podle nalezených předmětů je zřejmé, že obě kultury využívaly Stránskou skálu jako zdroj kvalitní suroviny, kterou zpracovávaly přímo na místě.
Rámcově před 20 000–11 000 lety dochází k ústupu studeného klimatu poslední doby ledové, provázenému postupnou změnou flóry a fauny. Z této doby pocházejí také poslední stopy osídlení Stránské skály ve starší době kamenné, a to ze dvou míst jejího severního úpatí. Místní rohovce už nesehrávaly takovou roli jako v předcházejícím období, protože asi polovina nalezené industrie je vyrobena z jiné suroviny – křišťálu přineseného z prostoru Českomoravské vrchoviny, porcelanitu z oblasti Uherského Hradiště a obsidiánu, jehož nejbližší zdroje leží na východním Slovensku, vzdáleném více než 300 km. I v kontextu mladého paleolitu jde o velmi vzdálený a výjimečný import.

Skladba zvířecích kostí je na obou zkoumaných místech různá. Zatímco ve východní části se nacházely kosti mamuta, nosorožce a soba, v západní dominují kosterní pozůstatky koní, mezi nimiž však chybí lebky, femury a humery, což jsou části s největším množstvím masa. Tyto anatomické části lovci zřejmě odnášeli na jiné místo ke konzumaci. Skladba artefaktů i množství nalezené fauny ukazuje spíše na specializované loviště, vlastní sídliště bylo patrně situováno někde v okolí Stránské skály. Jako pravděpodobnou se jeví hypotéza, že množství nalezných kostí je dokladem kolektivního, dobře organizovaného lovu, při kterém byla zvěř z plání východně od Stránské skály hnána na útesy, z nichž se pak zřítila a pod skalou byla dobita.

#### Zajímavost
Podobná situace je popsána na francouzském archeologickém nalezišti La Roche de Solutré; zde ovšem podle všeho jde o románovou fikci Adriena Arcelina, francouzského geologa a archeologa, který tuto lokalitu zkoumal a kromě vědeckých zhodnocení na základě výzkumů napsal i román.
Motiv lovu koní tímto způsobem si zřejmě „vypůjčil“ Eduard Štorch v jeho nejoblíbenější a nejslavnější knize pro mládež Lovci mamutů; v době, kdy knihu psal (1918), nemohl znát nálezovou situaci na Stránské skále, ta byla odkryta teprve v 80. letech 20. století.

### Eneolit
V pozdní době kamenné – eneolitu začal kolem poloviny 4. tisíciletí před n. l. lid kultury nálevkovitých pohárů opět využívat místní rohovce. Povrchové zdroje už byly v té době pravděpodobně vyčerpány, ale společenská organizace tohoto období umožnila vznik specializované dílny na štípanou industrii. Surovina byla z vápencových skal zřejmě vylamována v celých blocích nebo vykopávána ze zvětralé skály a následně přepravována do prostoru dílny. Zde byly pazourkové hlízy žárem a následným ochlazováním vodou uvolňovány z vápencových bloků pomocí parohových kopáčů. Takto získaná jádra se dále metodou štípání zpracovávala na žádané polotovary, z nichž teprve retušováním vznikaly jednotlivé nástroje.
Zajímavý je nález depotu kamenných štípaných nástrojů: v malé keramické nádobce bylo uloženo 43 kamenných úštěpů ze suroviny různé provenience.

## Medvědí jeskyně

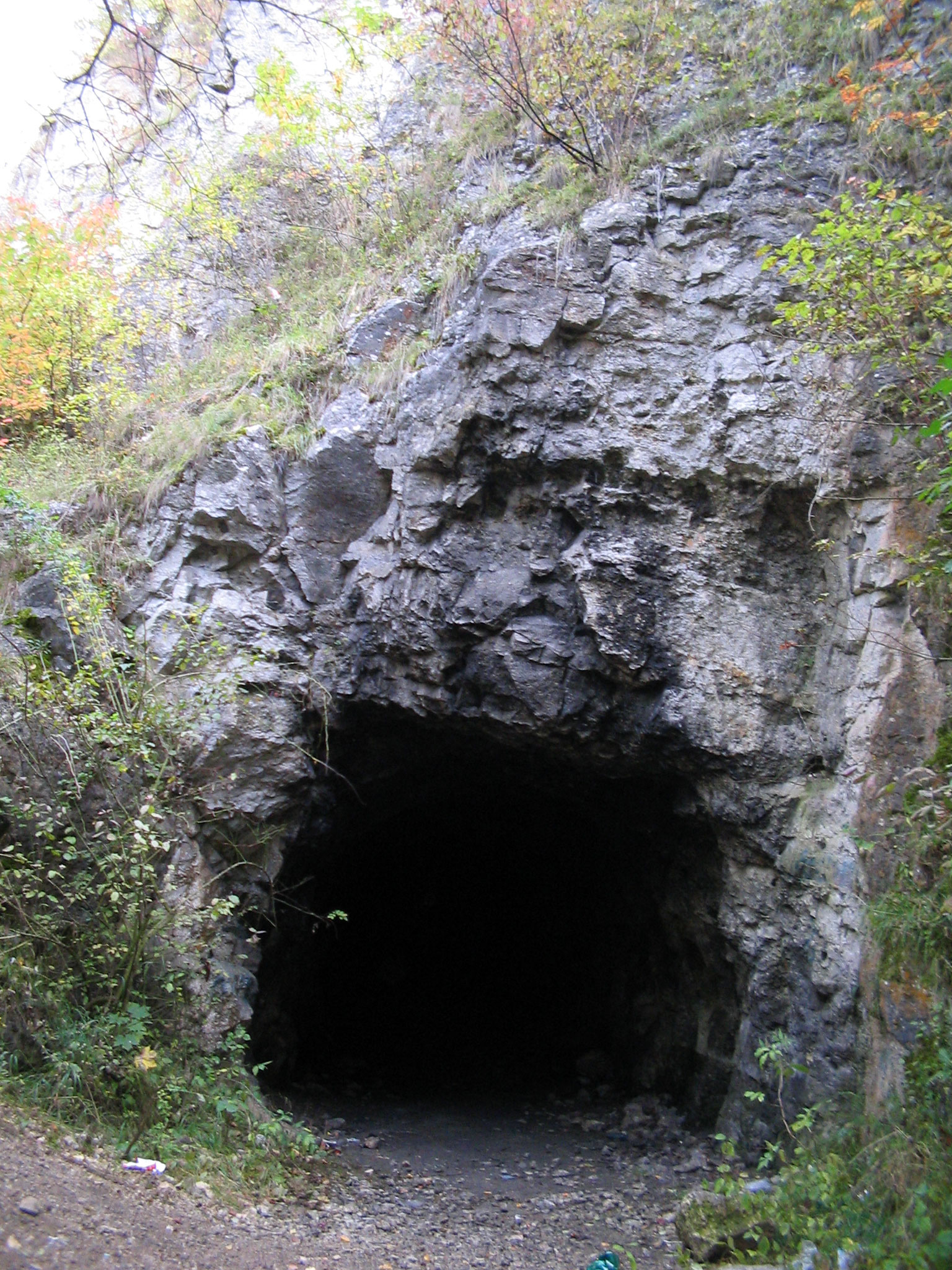
Jeden ze dvou vchodů do štol na Stránské skále

Paleontologicky nejdůležitější jeskyní je tzv. Velká medvědí jeskyně, objevená dělníky při ražení štol. Z geologického hlediska byla pro účely dělníků nevhodná, a tak se zachovala jako významné paleontologické naleziště. Stala se před 60 000 lety úkrytem medvědů, kteří se do jeskyně dostávali komínem a žili tam po více generací, o čemž vypovídají nálezy – fosfátové hlíny z pozůstatků těchto hnědých medvědů a jejich kosti. V prehistorických dobách lokalitu rozdělovala řeka Svitava, která zde měla několik slepých ramen a vytvořila tak různé biotopy. Dalšími nálezy jsou skořápky vajec rozličných druhů ptáků, velkých koní apod. Jeskyně je významná proto, že komín byl posléze zavalen a jeskyně zůstala zapečetěná po tisíciletí až do příchodu dělníků. Dnes je tato jeskyně přístupná z nejspodnějšího patra štol; má délku asi 150 metrů a nachází se v ní hloubkový deník (návštěvní kniha).

## Woldřichova jeskyně
Docent Karlovy univerzity dr. Josef Woldřich byl sběratelem jurských zkamenělin v lokalitě. Ocitl se tam v době, kdy tam bylo otevřeno několik vápencových lomů na štěrk, k pálení vápna a k výrobě cementu. Spolu s J. Mazáčem provedl záchranný výzkum jeskyně.
Stránský vápenec byl použit jako dekorační a stavební kámen. Rekonstrukce a destrukce starých brněnských staveb ukázaly, že z něj byla část městských hradeb (Josefská), kašna Parnas a Zderadův sloup na ul. Křenové; byl nalezen i v románských základech katedrály sv. Petra a Pavla a minoritského kláštera. Těžen pro stavební účely byl již od přelomu 12. a 13. století až do roku 1925.
Při lámání kamene dělníci občas narazili na větší pukliny a velké jeskyně. V roce 1910 při odstřelu lomové stěny objevili jeskyni plnou jílovité hlíny a kostí. Do jeskyně vedla 1,5 m široká a 9 m dlouhá chodba, která ústila ve větší síně. Hlavní síň byla široká asi 4 metry a vysoká od 1,75 do 3 metrů. Jeskyně sloužila jako doupě šelem, neboť byla plná kostí a zubů hyen, slonů, koní a turů. Toho času zásadním nálezem byl trhák šavlozubé kočkovité šelmy rodu Homotherium. Kromě toho tam byly objeveny pozůstatky ohniště a jednoduchých kamenných nástrojů. V době meziledové - cromerské (cca před 600 000 lety) jeskyni obýval Homo erectus. Jednalo se o unikátní nálezy, které dodnes nemají ve střední Evropě analogii, protože pocházely z doby meziledové. Dnes již jeskyně neexistuje (zbyla z ní pouze vertikální puklina - portál), v průběhu předválečných let byla zničena těžbou.

## Jeskyně č. 4
Jedná se o oficiální název v dokumentech. Jeskyně se nachází na západním okraji Stránské skály nedaleko ulice Stránská. Její přístup je zakryt těžkým uzamčeným poklopem a je běžně nepřístupná. Samotná jeskyně je spíše vertikální a její průzkum může být pro neznalého i velmi nebezpečný. V nejnižším bodě jeskyně se nachází podzemní jezírko.
Vstupní komín je bez použití lana naprosto neschůdný. Při deštích se stává z komínu nebezpečná past. U dolního jezírka cesta „suchou nohou“ končí, nicméně jezírko pokračuje podzemím dále. Voda v něm je, podobně jako v krasových jeskyních, velmi studená a naprosto průzračná. Za přívalových dešťů voda v jeskyni velmi rychle stoupá.

## Válečný a poválečný vývoj oblasti
Lokalita byla dlouhou dobu před svým začleněním na seznam chráněných lokalit ČR značně využívána. Nese stopy řady menších vápencových kamenolomů a byla dále narušena umělým hloubením štol pro účely blízké německé továrny Flugmotorenwerke Ostmark, která ovšem přestavby nestihla dokončit: 25. srpna 1944 byla zničena náletem amerických letadel. Továrny vybudovaly v lokalitě systém propojených jeskyní, bunkrů a šachet o třech horizontálních patrech, do kterých během druhé světové války plánovaly přesunout stroje na výrobu leteckých motorů a ukrýt je před možným bombardováním. Z těchto důvodů je oblast zčásti elektrifikována, což později ocenily zahrádkové kolonie, které v blízkosti svahů vyrostly.
Samotní Němci i po náletu ve skalním masivu nadále budovali kryty. Padla i domněnka, že v podzemní továrně se vyrábějí rakety V-2. Po válce se v ražení štol nepokračovalo, v padesátých letech obsadila část podzemních prostor československá armáda, která zde začala budovat protiatomový kryt. Ten před dokončením převzal závod ZKL, který stavbu dokončil a vybavil ji jako velitelské stanoviště civilní obrany, které dnes leží připraveno za zakovanými železnými dveřmi. Chodby nejhornějšího patra, sloužící jako kryty, mají délku 136 m, délka štol středního patra je kolem 1 km, z toho asi 250 metrů se nachází za krytem civilní obrany, přes jehož strop se lze přeplazit. Nejspodnější patro má délku zhruba 200 metrů. Na toto patro bezprostředně navazuje jeskyně o souhrnné délce chodeb asi 150 metrů. Všechny přístupné jeskyně a štoly se stávají úkrytem bezdomovců, narkomanů a vyznavačů různých vír.

## Flora
kavyl, koniklec velkokvětý (Pulsatilla grandis), bělozářka větevnatá (Anthericum ramosum), čilimník černající (Cytisus nigricans), čilimník řezenský (Chamaecytisus ratisbonensis), rozrazil rozprostřený (Veronica prostrata), osívka kulatoplodá (Erophila spathulata), mochna písečná (Potentilla incana), mateřídouška (Thymus), ostřice nízká (Carex humilis), kostřava walliská (Festuca valesiaca), pěchava vápnomilná (Sesleria caerulea), šalvěj luční (Salvia pratensis), šalvěj hajní (Salvia nemorosa), šalvěj přeslenitá (Salvia verticillata), kuřička svazčitá (Minuartia rubra), len tenkolistý (Linum tenuifolium), hvězdnice chlumní (Aster amellus), starček přímětník (Senecio jacobaea), jaterník podléška (Hepatica nobilis), lomikámen trojprstý (Saxifraga tridactylites), vičenec ligrus (Onobrychis viciifolia), lnice květel (Linaria vulgaris), plamének přímý (Clematis recta), hvozdík Pontederův (Dianthus pontederae), pumpava rozpuková (Erodium cicutarium), trýzel vonný (Erysimum odoratum), pryšec chvojka (Euphorbia cyparissias), pryšec mnohobarvý (Euphorbia epithymoides), plevel okoličnatý (Holosteum umbellatum), čistec přímý (Stachys recta),penízek prorostlý (Microthlaspi perfoliatum), netřesk výběžkatý (Jovibarba globifera), jitrocel prostřední (Plantago media),devaterník velkokvětý (Helianthemum grandiflorum), česnek šerý horský (Allium senescens), česnek žlutý (Allium flavum), osívka kulatoplodá (Erophila spathulata), hrachor lesní (Lathyrus sylvestris), zvonek klubkatý (Campanula glomerata), marulka pamětník (Calamintha acinos), zlatovlásek obecný (Galatella linosyris), zapalice žluťuchovitá (Isopyrum thalictroides), čistec přímý (Stachys recta), líska obecná (Corylus avellana), dřín jarní (Cornus mas).

## Fauna
netopýr velký (Myotis myotis), netopýr dlouhouchý (Plecotus austriacus), užovka hladká (Coronella austriaca), užovka obojková (Natrix natrix), slepýš křehký (Anguis fragilis), ještěrka obecná (Lacerta agilis), ještěrka zelená (Lacerta viridis), ropucha obecná (Bufo bufo), rosnička zelená (Hyla arborea), skřivan polní (Alauda arvensis), koroptev polní (Perdix perdix), křepelka polní (Coturnix coturnix), konipas bílý (Motacilla alba), kudlanka nábožná (Mantis religiosa), pěnice (Sylviidae), kos černý (Turdus merula), zvonek zelený (Chloris chloris), stehlík obecný (Carduelis carduelis), pěnkava obecná (Fringilla coelebs), srnec obecný (Capreolus capreolus), kuna skalní (Martes foina), zajíc polní (Lepus europaeus), liška obecná (Vulpes vulpes), rejsek obecný (Sorex araneus), rejsek malý (Sorex minutus). 

## Horolezecká lokalita
Stránská skála je využívána též pro horolezecké aktivity. Lokalita je rozdělena na jedenáct sektorů, zahrnujících celkem 133 lezeckých cest. Výška skal se pohybuje mezi pěti až dvanácti metry, lezení je zde povoleno celoročně.